# Keep on Your Mean Side
Keep on Your Mean Side to debiutancki album zespołu The Kills, wydany 1 kwietnia 2003 roku przez Domino Records.

## Lista utworów
1. "Superstition" – 4:40
2. "Cat Claw" – 3:32
3. "Pull a U" – 3:23
4. "Kissy Kissy" – 5:02
5. "Fried My Little Brains" – 2:08
6. "Hand" – 0:50
7. "Hitched" – 4:02
8. "Black Rooster" – 4:24
9. "Wait" – 4:47
10. "Fuck the People" – 4:17
11. "Monkey 23" – 3:06
12. "Gypsy Death & You" – 2:11

### Dodatkowe utwory na reedycji
1. "Gum" - 1:21
2. "Jewel Thief" - 2:47
3. "Sugar Baby" - 4:20
4. "The search for Cherry Red" - 2:58
5. "Dropout Boogie" - 4:07